# Herrdubbel i bordtennis vid olympiska sommarspelen 2004
Herrarnas dubbeltävling i bordtennis vid olympiska sommarspelen 2004 avgjordes i Galatsi Olympic Hall i Aten mellan 15 och 21 augusti. Matcherna spelades i bäst av 5 set.

## Medaljörer
| Klass          | Guld                    | Silver                            | Brons                                 |
| Dubbel, herrar | Kina · Chen Qi · Ma Lin | Hongkong · Ko Lai Chak · Li Ching | Danmark · Michael Maze · Finn Tugwell |

## Turneringen

### Första omgången
| Spelades 15 augusti                         | Spelades 15 augusti | Spelades 15 augusti                           |
| ------------------------------------------- | ------------------- | --------------------------------------------- |
| William Henzell & David Zalcberg (AUS)      | 4 - 1               | Massimiliano Mondello & Min Yang (ITA)        |
| 11-6 8-11 11-7 11-7 11-5                    |                     |                                               |
| Mark Hazinski & Ilija Lupulesku (USA)       | 4 - 0               | Monday Merotohun & Segun Toriola (NGR)        |
| 11-7 11-4 11-5 11-5                         |                     |                                               |
| Peter Akinlabi & Kazeem Nosiru (NGR)        | 4 - 1               | Juan Papic & Alejandro Rodriguez (CHI)        |
| 11-9 11-5 15-17 11-9 11-7                   |                     |                                               |
| Johnny Huang & Faazil Kassam (CAN)          | 4 - 0               | Trevor Brown & Russell Lavale (AUS)           |
| 11-9 11-3 11-6 11-8                         |                     |                                               |
| Shu Arai & Ryo Yuzawa (JPN)                 | 4 - 0               | Mohamed Boudjadja & Abdel Hakim Djaziri (ALG) |
| 11-6 11-2 11-8 18-16                        |                     |                                               |
| Petr Korbel & Richard Vyborny (CZE)         | 4 - 0               | Momo Babungu & Jose Luyindula (COD)           |
| 11-3 11-4 11-6 11-4                         |                     |                                               |
| Panagiotis Gionis & Kalinikos Kreanga (GRE) | 4 - 1               | Oscar Gonzales & Pablo Tabachnik (ARG)        |
| 11-7 11-7 11-2 9-11 11-6                    |                     |                                               |
| Lars Hielscher & Jörg Rosskopf (GER)        | 4 - 2               | Hugo Hanashiro & Hugo Hoyama (BRA)            |
| 9-11 11-8 11-5 5-11 11-9 11-7               |                     |                                               |

### Andra omgången
Paren i den högra kolumnen stod över första omgången.
| Spelades 16 augusti                         | Spelades 16 augusti | Spelades 16 augusti                      |
| ------------------------------------------- | ------------------- | ---------------------------------------- |
| William Henzell & David Zalcberg (AUS)      | 1 - 4               | Danny Heister & Trinko Keen (NED)        |
| 13-15 10-12 11-6 12-14 3-11                 |                     |                                          |
| Mark Hazinski & Ilija Lupulesku (USA)       | 1 - 4               | Peng-Lung Chiang & Chih-Yuan Chuan (TPE) |
| 12-14 11-8 11-13 14-16 9-11                 |                     |                                          |
| Peter Akinlabi & Kazeem Nosiru (NGR)        | 2 - 4               | Michael Maze & Finn Tugwell (DEN)        |
| 11-8 11-9 7-11 11-13 9-11 4-11              |                     |                                          |
| Johnny Huang & Faazil Kassam (CAN)          | 2 - 4               | Jörgen Persson & Jan-Ove Waldner (SWE)   |
| 7-1 18-16 3-11 11-7 7-11 6-11               |                     |                                          |
| Shu Arai & Ryo Yuzawa (JPN)                 | 0 - 4               | Timo Boll & Zoltan Fejer-Konnerth (GER)  |
| 4-11 9-11 4-11 9-11                         |                     |                                          |
| Petr Korbel & Richard Vyborny (CZE)         | 1 - 4               | Dimitrij Mazunov & Alexei Smirnov (RUS)  |
| 4-11 11-13 7-11 11-9 6-11                   |                     |                                          |
| Panagiotis Gionis & Kalinikos Kreanga (GRE) | 3 - 4               | Akira Kito & Toshio Tasaki (JPN)         |
| 11-9 11-6 5-11 11-8 6-11 11-13 4-11         |                     |                                          |
| Lars Hielscher & Jörg Rosskopf (GER)        | 1 - 4               | Joo Se-Hyuk & Oh Sang-Eun (KOR)          |
| 5-11 6-11 6-11 11-9 9-11                    |                     |                                          |

### Tredje omgången
Paren i den högra kolumnen stod över första och andra omgången.
| Spelades 18 augusti                      | Spelades 18 augusti | Spelades 18 augusti                            |
| ---------------------------------------- | ------------------- | ---------------------------------------------- |
| Danny Heister & Trinko Keen (NED)        | 2 - 4               | Qi Chen & Lin Ma (CHN)                         |
| 12-10 7-11 7-11 13-11 5-11 3-11          |                     |                                                |
| Peng-Lung Chiang & Chih-Yuan Chuan (TPE) | 2 - 4               | Lucjan Blaszczyk & Tomasz Krzeszewski (POL)    |
| 11-7 10-12 11-8 7-11 7-11 5-11           |                     |                                                |
| Michael Maze & Finn Tugwell (DEN)        | 4 - 0               | Karl Jindrak & Werner Schlager (AUT)           |
| 12-10 11-7 11-6 11-7                     |                     |                                                |
| Jörgen Persson & Jan-Ove Waldner (SWE)   | 4 - 1               | Linghui Kong & Wang Hao (CHN)                  |
| 8-11 11-6 11-9 11-9 12-10                |                     |                                                |
| Timo Boll & Zoltan Fejer-Konnerth (GER)  | 0 - 4               | Lee Chul-Seung & Ryu Seung-Min (KOR)           |
| 7-11 9-11 7-11 9-11                      |                     |                                                |
| Dimitrij Mazunov & Alexei Smirnov (RUS)  | 4 - 0               | Yuk Cheung & Chu Yan Leung (HKG)               |
| 14-12 11-7 11-8 11-7                     |                     |                                                |
| Akira Kito & Toshio Tasaki (JPN)         | 1 - 4               | Slobodan Grujic & Aleksandar Karakasevic (SCG) |
| 9-11 11-9 9-11 10-12 10-12               |                     |                                                |
| Joo Se-Hyuk & Oh Sang-Eun (KOR)          | 1 - 4               | Lai Chak Ko & Ching Li (HKG)                   |
| 8-11 9-11 3-11 11-5 12-14                |                     |                                                |

### Kvartsfinaler
| Spelades 19 augusti                            | Spelades 19 augusti | Spelades 19 augusti                         |
| ---------------------------------------------- | ------------------- | ------------------------------------------- |
| Qi Chen & Lin Ma (CHN)                         | 4 - 1               | Lucjan Blaszczyk & Tomasz Krzeszewski (POL) |
| 8-11 11-6 11-6 12-10 11-7                      |                     |                                             |
| Michael Maze & Finn Tugwell (DEN)              | 4 - 1               | Jörgen Persson & Jan-Ove Waldner (SWE)      |
| 11-5 8-11 11-8 12-10 12-10                     |                     |                                             |
| Dimitrij Mazunov & Alexei Smirnov (RUS)        | 4 - 1               | Lee Chul-Seung & Ryu Seung-Min (KOR)        |
| 10-12 11-7 11-9 11-4 11-8                      |                     |                                             |
| Slobodan Grujic & Aleksandar Karakasevic (SCG) | 1 - 4               | Lai Chak Ko & Ching Li (HKG)                |
| 6-11 12-10 6-11 11-13 9-11                     |                     |                                             |

### Semifinaler
| Spelades 20 augusti              | Spelades 20 augusti | Spelades 20 augusti                     |
| -------------------------------- | ------------------- | --------------------------------------- |
| Qi Chen & Lin Ma (CHN)           | 4 - 2               | Michael Maze & Finn Tugwell (DEN)       |
| 11-9 10-12 11-7 8-11 13-11 13-11 |                     |                                         |
| Lai Chak Ko & Ching Li (HKG)     | 4 - 2               | Dimitrij Mazunov & Alexei Smirnov (RUS) |
| 11-5 11-9 5-11 8-11 11-8 11-6    |                     |                                         |

### Bronsmatch
| Spelades 21 augusti               | Spelades 21 augusti | Spelades 21 augusti                     |
| --------------------------------- | ------------------- | --------------------------------------- |
| Michael Maze & Finn Tugwell (DEN) | 4 - 2               | Dimitrij Mazunov & Alexei Smirnov (RUS) |
| 11-3 11-8 12-14 3-11 11-9 11-8    |                     |                                         |

### Final
| Spelades 21 augusti           | Spelades 21 augusti | Spelades 21 augusti          |
| ----------------------------- | ------------------- | ---------------------------- |
| Qi Chen & Lin Ma (CHN)        | 4 - 2               | Lai Chak Ko & Ching Li (HKG) |
| 11-6 11-9 7-11 11-8 8-11 11-5 |                     |                              |